# Коломбаја Секија (Ређо Емилија)
Коломбаја Секија је насеље у Италији у округу Ређо Емилија, региону Емилија-Ромања.
Према процени из 2011. у насељу је живело 47 становника. Насеље се налази на надморској висини од 333 м.